# Parnassius smintheus
Parnassius smintheus é uma borboleta de alta altitude encontrada nas Montanhas Rochosas nos Estados Unidos e no Canadá. Pertence ao gênero Parnassius [en] e à família Papilionidae. A borboleta varia de cor, indo de branco a amarelo-acastanhado pálido, com marcas vermelhas e pretas que sinalizam aos predadores que é intragável.
Parnassius smintheus alimenta-se principalmente das folhas da planta Sedum lanceolatum [en] na fase de larva e do seu néctar na fase adulta. A borboleta prefere habitar pradarias e evita florestas, pois tem forte preferência por luz. Os machos voam frequentemente de pradaria em pradaria em busca de fêmeas e recursos alimentares, enquanto as fêmeas tendem a evitar voar. Os machos parecem apresentar seleção intersexual nessa espécie, pois emergem das pupas antes das fêmeas e patrulham em busca delas, preferindo fêmeas recém-emergidas que ainda não voaram.
Embora a espécie ainda não esteja em perigo, as mudanças climáticas e a atividade humana nas últimas décadas reduziram seus habitats viáveis, e esse processo continua.

## Distribuição e habitat

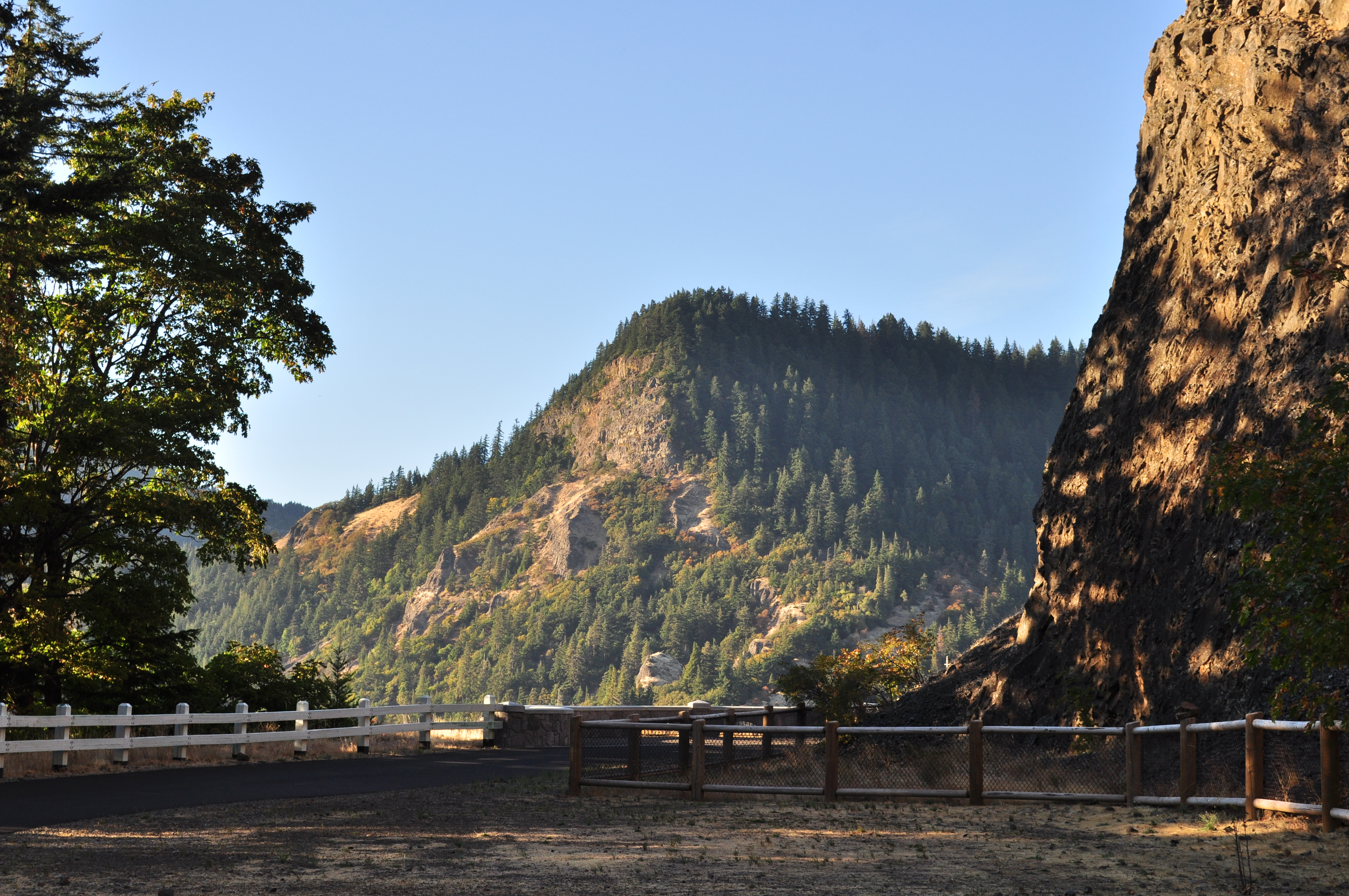
Habitat em Mitchell Point, Oregon.

A distribuição da borboleta abrange principalmente as Montanhas Rochosas, que se estendem pelo Canadá e pelos Estados Unidos. Isso inclui áreas montanhosas de Yukon, Alasca e Colúmbia Britânica no Canadá, e até o sul, no Novo México, nos Estados Unidos.
P. smintheus é frequentemente encontrado em pradarias alpinas e subalpinas. Verificou-se que os machos preferem pradarias com maior abundância de flores ricas em néctar e maior quantidade da planta hospedeira Sedum lanceolatum. Eles também favorecem pradarias com maior número de fêmeas da espécie. Os machos podem explorar duas ou mais pradarias para avaliar sua qualidade relativa. Sugere-se que essa preferência por pradarias com mais recursos alimentares seja devido às suas maiores necessidades energéticas, já que passam muito mais tempo voando do que as fêmeas. Em contrapartida, as fêmeas não demonstram preferência por pradarias com mais flores de néctar, plantas hospedeiras ou maior número de machos.

## Recursos alimentares

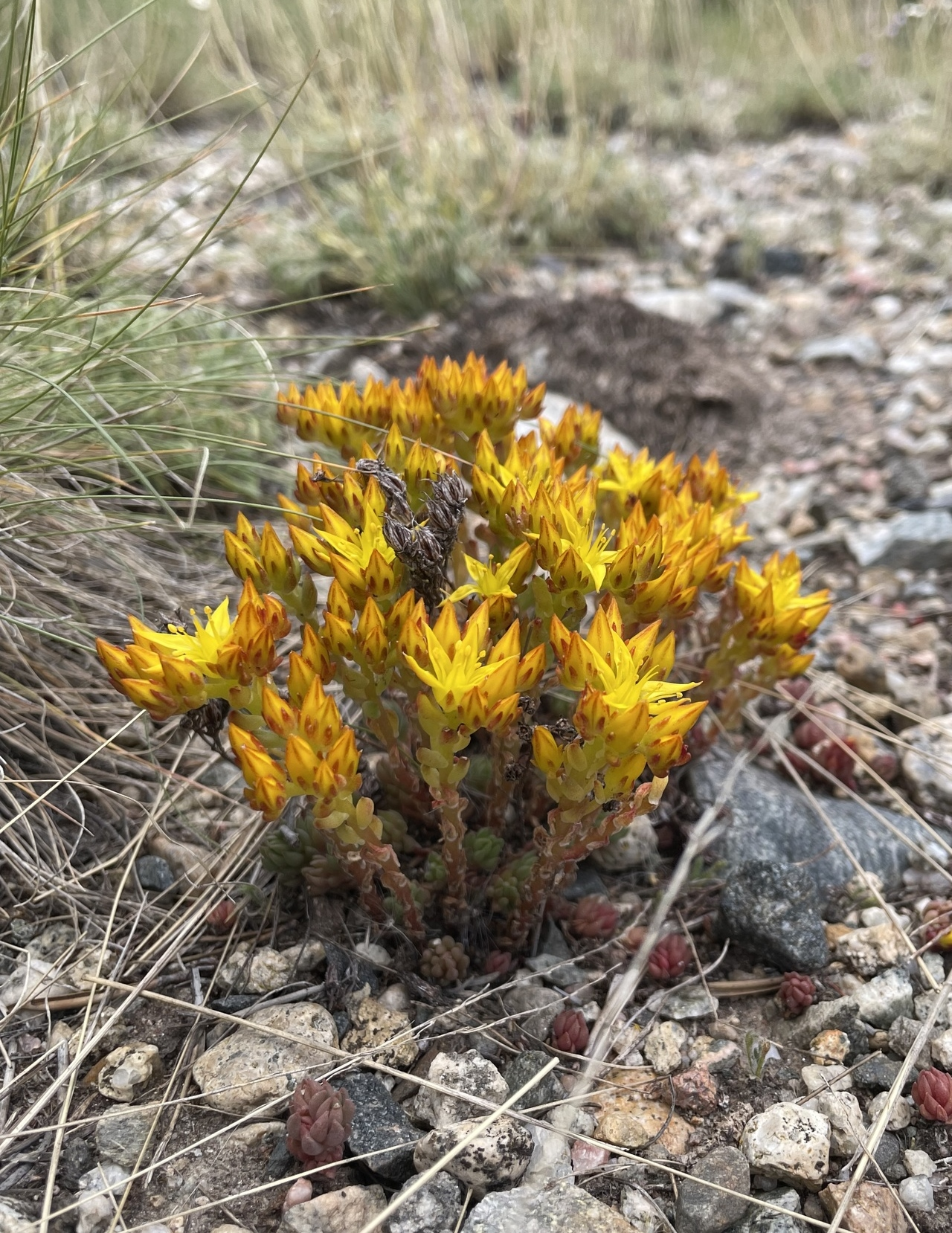
Planta hospedeira das larvas: en.

A principal planta hospedeira das larvas é Sedum lanceolatum, uma suculenta perene de flores amarelas comum em habitats rochosos do oeste da América do Norte. As larvas podem, menos frequentemente, se alimentar de outras espécies de Sedum, como S. divergens [en], S. oreganum [en], S. stenopetalum [en] e S. integrifolium. Essas plantas crescem mais abundantemente em encostas íngremes, bem drenadas e rochosas, geralmente a 20–40 metros acima da linha de árvores. Herbívoros raramente consomem S. lanceolatum, pois a planta produz um glicosídeo cianogênico dissuasor, a sarmentosina, reduzindo o risco de as larvas serem predadas acidentalmente ao se alimentarem.
As larvas também armazenam sarmentosina da planta em seus corpos para se protegerem. No entanto, se S. lanceolatum sofrer danos físicos mecânicos, as larvas que se alimentam dela apresentam taxas de crescimento reduzidas, possivelmente devido a uma defesa induzida pela própria planta. Embora danos causados por insetos não desencadeiem mecanismos de defesa na planta, a alimentação das larvas pode induzir tal defesa. Por isso, as larvas frequentemente se alimentam rapidamente e mudam para outra planta hospedeira dentro do período de maior qualidade nutricional. Geralmente, elas se alimentam e abandonam a planta em menos de meia hora. De novembro a fevereiro, as folhas da planta hospedeira são fatalmente tóxicas para as larvas, mas durante o restante do ano, as larvas se alimentam e se desenvolvem normalmente. Se a neve derreter antes de março, os ovos eclodem enquanto a planta hospedeira ainda está tóxica, levando à morte das larvas.

## Reprodução e ciclo de vida

### Reprodução

#### Comportamento de busca por parceiros
Os machos dessa espécie têm baixa discriminação visual, investigando todos os objetos voadores ou pousados com tamanho e cor aproximados aos das fêmeas. Eles identificam as fêmeas principalmente pela cor clara, podendo perseguir tanto licenídeos azuis pequenos quanto borboletas brancas grandes, mas tendem a ignorar borboletas mais escuras. Os machos emergem de suas pupas antes das fêmeas para patrulhar grandes áreas em busca de fêmeas recém-emergidas. Eles patrulham voando por grandes áreas, investigando fêmeas pousadas ou voando após avistá-las. Os machos voam longas distâncias continuamente em busca de fêmeas, parando apenas para se aquecer ou se alimentar.

#### Escolha de parceiros
Os machos acasalam com fêmeas jovens, preferindo aquelas que ainda não expandiram suas asas. As fêmeas acasalam apenas uma vez, depositam ovos uma única vez e maturam seus ovos ao longo da vida, de modo que as fêmeas mais jovens têm maior potencial de aptidão, sendo selecionadas pelos machos. Há evidências de que as fêmeas emitem um feromônio produzido durante a fase de pupa, mas seu efeito diminui com o tempo. A janela de oportunidade para uma fêmea acasalar é curta, limitada a cerca de três dias. Nem todas as fêmeas conseguem acasalar, e estima-se que cerca de 14% nunca o fazem. O sucesso de acasalamento das fêmeas está correlacionado com o tamanho da população, com menor sucesso em densidades populacionais baixas e maior sucesso em densidades mais altas. No entanto, outros estudos sugerem que o sucesso de acasalamento das fêmeas diminui com o aumento da densidade, possivelmente devido à competição entre machos.

#### Comportamento de acasalamento

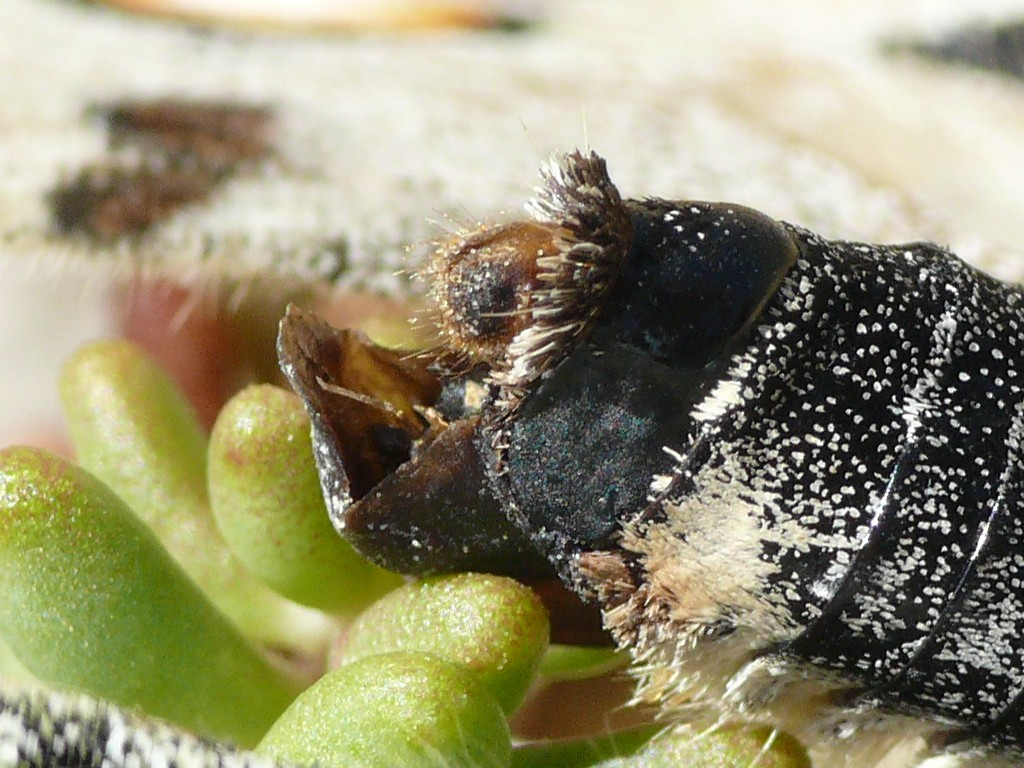
Tampão de acasalamento no abdômen da fêmea.

A espécie não apresenta cortejo sexual. Os machos simplesmente mergulham sobre uma fêmea ao encontrá-la e a forçam ao chão se ela não estiver pousada, tentando acasalar à força. Isso é bem-sucedido se ela ainda não tiver acasalado, mas geralmente falha se ela já tiver um parceiro, devido a um tampão de acasalamento, uma pequena estrutura cerosa depositada pelo macho no abdômen da fêmea para impedir futuras cópulas. Acasalamentos malsucedidos podem durar uma hora ou mais até que a fêmea escape. Se uma fêmea não estiver receptiva ao acasalamento, ela pode fechar as asas firmemente quando um macho se aproxima, tentando evitar ser vista.

#### Presentes nupciais
Após a cópula, o macho deposita um tampão genital ceroso na ponta do abdômen da fêmea, um tampão de acasalamento, para impedir novos acasalamentos. Esse tampão contém esperma e nutrientes para a fêmea. Isso garante que o macho seja o único a fertilizar os ovos da fêmea. Ocasionalmente, o tampão não é depositado corretamente, o que significa que uma fêmea acasalada pode não apresentar o tampão, ou um macho acasalado pode reter o tampão em seus clásperes. No entanto, não foi observada diferença no número de ovos depositados por fêmeas com e sem tampão de acasalamento, indicando que os nutrientes doados pelo macho têm um papel insignificante na fecundidade da fêmea. Isso sugere que, nesta espécie, o tampão tem principalmente a função de impedir acasalamentos múltiplos.

### Oviposição
A oviposição, ou deposição de ovos, ocorre ao redor da planta hospedeira Sedum lanceolatum, mas não diretamente sobre ela. As fêmeas buscam pradarias de boa qualidade com S. lanceolatum, embora uma alta densidade de plantas hospedeiras (abundância ecológica) não seja necessária. Elas retêm seus ovos e percorrem maiores distâncias para encontrar pradarias adequadas antes da oviposição. É provável que algum sinal químico ou físico da planta hospedeira estimule as fêmeas a ovipositar nas proximidades. Não está claro por que a oviposição ocorre fora da planta hospedeira, mas pesquisadores sugerem que isso pode evitar a exposição dos ovos a predadores associados à planta.

### Ciclo de vida

#### Ovo
Os ovos são brancos, redondos, mas achatados no topo e na base. Apresentam uma superfície texturizada, enquanto a área micropilar, onde o esperma fertilizou o ovo, é marrom e afundada. A superfície do ovo é mais esculpida em comparação com a de outras borboletas, provavelmente devido ao córion espesso, que evoluiu para proteger o ovo que hiberna contra predadores, parasitoides e condições ambientais adversas. Cerca de 75 ovos são produzidos por fêmea. No entanto, as cascas dos ovos não são consumidas após a eclosão, apesar de seu alto conteúdo nutricional. Os ovos são geralmente depositados na parte inferior de cabeças de flores, folhas, gravetos, pedras, musgos, torrões de terra e, às vezes, na planta hospedeira. A fêmea pode ou não ovipositar diretamente na planta hospedeira, frequentemente depositando os ovos a mais de um metro da planta. O embrião se desenvolve em larva de primeiro estágio larval dentro de um mês após a oviposição, mas o ovo não eclode até a neve derreter na primavera seguinte.

#### Larva

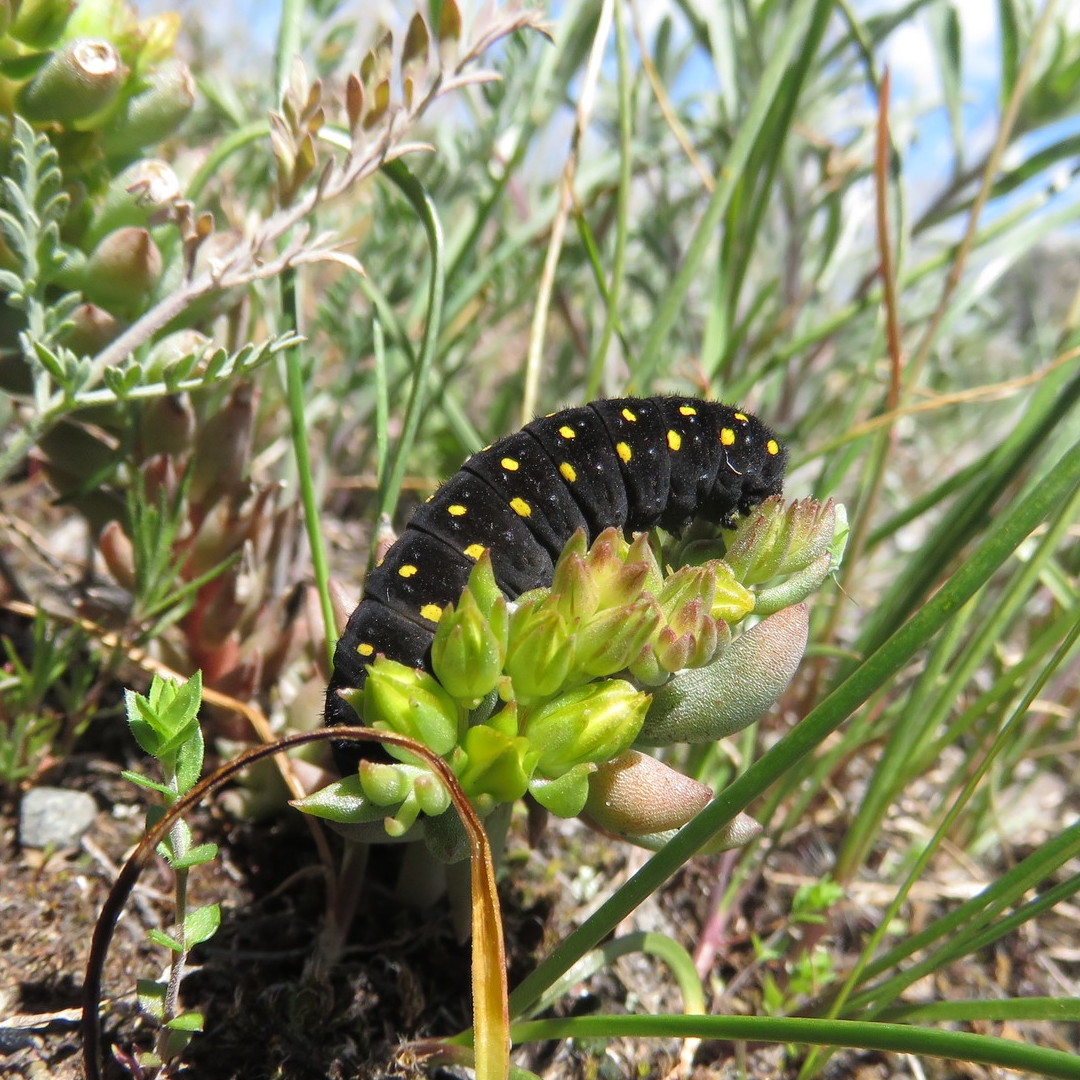
Parnassius smintheus das Montanhas Rochosas alimentando-se de Sedum lanceolatum, Parque Nacional Lagos Waterton, Alberta.

A larva passa por cinco estágios antes da pupação, desenvolvendo-se por cerca de 10 a 12 semanas. A larva de primeiro estágio tem um corpo preto com muitos pelos e uma cabeça preta opaca. Ao se alimentar de S. lanceolatum, a larva armazena sarmentosina da planta em seu corpo, tornando-se desagradável para predadores. Marcas amarelas conspícuas aparecem no corpo após o segundo estágio, alertando predadores, à medida que a larva acumula níveis mais altos de sarmentosina. A larva de quinto estágio é preta, com muitos pelos finos e curtos espalhados pelo corpo. Apresenta duas fileiras laterais e duas dorsais de manchas amarelas brilhantes. Possui osmetérios vestigiais pequenos e amarelo-pálidos, um órgão especial logo atrás da cabeça que se assemelha a antenas. Como nem sempre eclodem perto da planta hospedeira, as larvas têm um padrão de busca rápido e direcionado. Elas se alimentam rapidamente da planta hospedeira e depois se movem para um local de termorregulação em terreno aberto, a poucos metros de distância. Se perturbadas, as larvas se contorcem violentamente, caem ao chão para buscar abrigo e podem liberar um líquido marrom malcheiroso.

#### Pupa
As pupas são de amarelo-escuro a marrom-avermelhado e são formadas na serrapilheira, cascalho ou rochas próximas à superfície do solo. As larvas não tecem um casulo, mas juntam um pouco de seda ao redor para se fixarem ao ambiente. Quando prontas para emergir, as borboletas recém-desenvolvidas têm dois ganchos minúsculos para auxiliar na saída do local de pupação.

#### Adulto

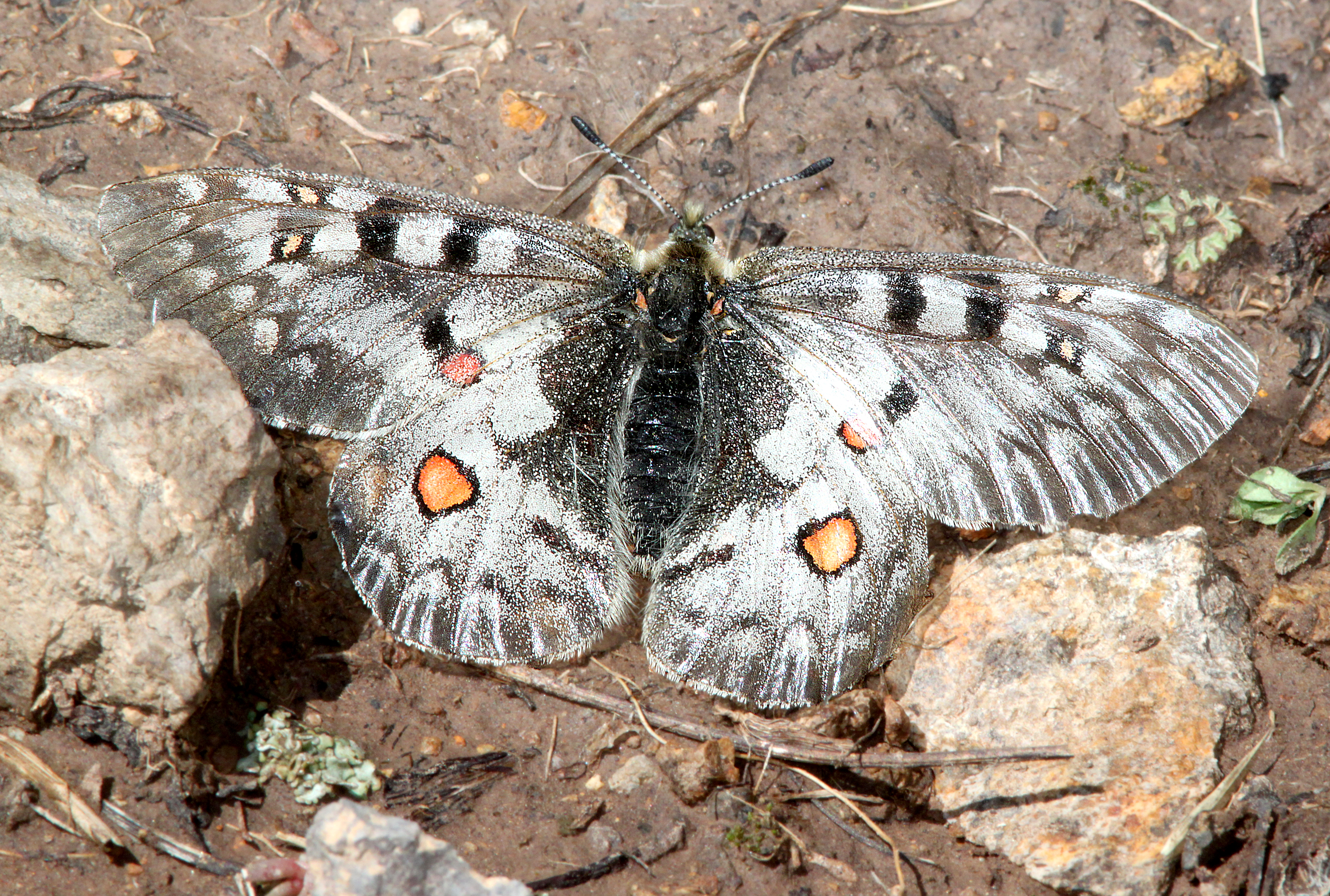
Adulto.

Os adultos são geralmente brancos amarelados translúcidos com marcas pretas, cinzas e vermelhas, embora variem muito em cor. Têm uma envergadura de 5 a 7,5 cm. A asa anterior dorsal exibe uma faixa cinza marginal e uma faixa submarginal cinza pálida pouco desenvolvida. A margem da asa anterior geralmente apresenta pequenos triângulos pretos em cada veia que atravessa a asa, além de algumas marcas cinzas. A asa posterior ventral também pode ter marcas cinzas marginais e submarginais. As franjas das asas são tipicamente pretas nas extremidades das veias. Os pelos e escamas na cabeça, pernas e abdômen ventral são geralmente amarelados. Ambos os sexos geralmente têm manchas vermelhas brilhantes nas asas posteriores e anteriores. Populações em altitudes mais elevadas geralmente têm fêmeas mais escuras, e ambos os sexos são menores em baixas altitudes. As borboletas adultas dessa espécie se alimentam predominantemente do néctar de espécies de flores amarelas, incluindo Potentilla fruticosa, Solidago multiradiata [en], Senecio canus e S. lanceolatum.

## Dispersão local
A imigração e a emigração entre diferentes pradarias aumentam quando há maior conectividade entre elas. Há maior imigração para populações maiores, enquanto a emigração de grandes populações tende a ser baixa. Essa tendência provavelmente está relacionada à oportunidade de acasalamento, já que os machos buscam vigorosamente fêmeas jovens. A espécie evita bordas de florestas e apresenta taxas de migração mais baixas entre pradarias em habitats florestais. Também voam menos frequentemente e a taxas mais baixas em florestas do que em pradarias, devido aos menores níveis de luz. A distância total percorrida, seja voando ou rastejando, é significativamente maior em pradarias do que em florestas, embora as distâncias percorridas rastejando sejam geralmente limitadas a menos de 2 metros. Como as borboletas evitam bordas de florestas, pradarias cercadas por florestas terão taxas de imigração e emigração mais baixas.

## Predadores
A espécie enfrenta predação em todas as fases de vida. Os ovos sofrem mortalidade principalmente por mamíferos herbívoros que se alimentam da planta hospedeira. A população na montanha Dividend, perto de Penticton, Colúmbia Britânica, é cerca de metade do tamanho que o habitat pode suportar devido ao gado que pasta na área após a oviposição. Aves são os predadores mais importantes de larvas e borboletas adultas, assim como pequenos mamíferos, como ratos, tâmias e esquilos. As tâmias carregam as borboletas para seus locais de alimentação, cortam as asas e comem o corpo. Aranhas da familia Araneidae são predadores significativos de borboletas adultas, assim como outros insetos predadores. Formigas são "predadores parciais" de adultos, cortando as margens das asas para se alimentar enquanto as borboletas descansam.

### Adaptações antipredadores
As larvas armazenam sarmentosina da planta hospedeira para proteção contra predadores; uma borboleta individual contém cerca de 460 µg de sarmentosina. A espécie relacionada P. apollo também armazena sarmentosina, mas as concentrações em adultos de P. smintheus são quase três vezes maiores. A concentração de sarmentosina é mais alta nas asas, ajudando a afastar predadores, já que as asas e suas escamas são as primeiras a entrar em contato com eles. Como resultado, as borboletas têm um odor forte e excretam um fluido marrom malcheiroso de seu ânus quando atacadas. Esse fluido corporal é irritante nasal para humanos. Não se sabe exatamente como a sarmentosina atua como defesa, mas pode ser um composto muito amargo, tornando improvável que predadores voltem a atacar. Suas asas brancas com marcas pretas e vermelhas sinalizam que são intragáveis para aves, enquanto o odor afasta roedores. Os machos provavelmente possuem mais compostos desagradáveis do que as fêmeas, pois as tâmias tendem a comer mais fêmeas do que machos dessa espécie.

## Padrões de voo
O período de voo abrange a primeira semana de junho em baixas altitudes até o final de setembro em tundras alpinas. A espécie é univoltina, produzindo apenas uma ninhada por ano. As borboletas machos são mais visíveis do que as fêmeas. As fêmeas geralmente evitam voar, preferindo buscar locais de oviposição rastejando, enquanto os machos voam mais facilmente. No entanto, as distâncias de dispersão são semelhantes para ambos os sexos. A maior parte do movimento ocorre em áreas não florestadas, com pouco movimento através de vales. Geralmente, o maior número de voos ocorre a 20 metros dentro das pradarias, enquanto o menor ocorre a 20 metros dentro das florestas, e as distâncias médias de voo são maiores nas pradarias do que nas florestas. A disposição para voar está correlacionada com a intensidade da luz.

## Conservação
P. smintheus é atualmente abundante nas Montanhas Rochosas, mas as espécies relacionadas Parnassius apollo [en] e Parnassius mnemosyne [en] estão ameaçadas na Europa devido à destruição de habitat e ao isolamento reprodutivo. Esses fenômenos também começam a ameaçar P. smintheus. Devido à supressão de incêndios e possivelmente ao aquecimento global, a linha de árvores subiu, enquanto as áreas de pradaria diminuíram mais de 78% desde 1952. É provável que haja menos áreas de alimentação para as larvas à medida que a linha de árvores sobe, já que elas preferem se alimentar mais afastadas dela. Os esforços de conservação devem focar na preservação dos habitats remanescentes e na promoção da conectividade entre as populações existentes. A conectividade pode ser mantida evitando o avanço das florestas e mantendo corredores não florestados entre os fragmentos de habitat.
Parnassius smintheus é vulnerável a mudanças de temperatura devido às mudanças climáticas. Em particular, novembros quentes, assim como extremos de temperaturas quentes e frias de curto prazo em novembro, estão associados às maiores quedas populacionais. O clima quente em novembro pode causar a eclosão prematura dos ovos, cujas larvas morreriam com a retomada das temperaturas normais de inverno.

## Subespécies

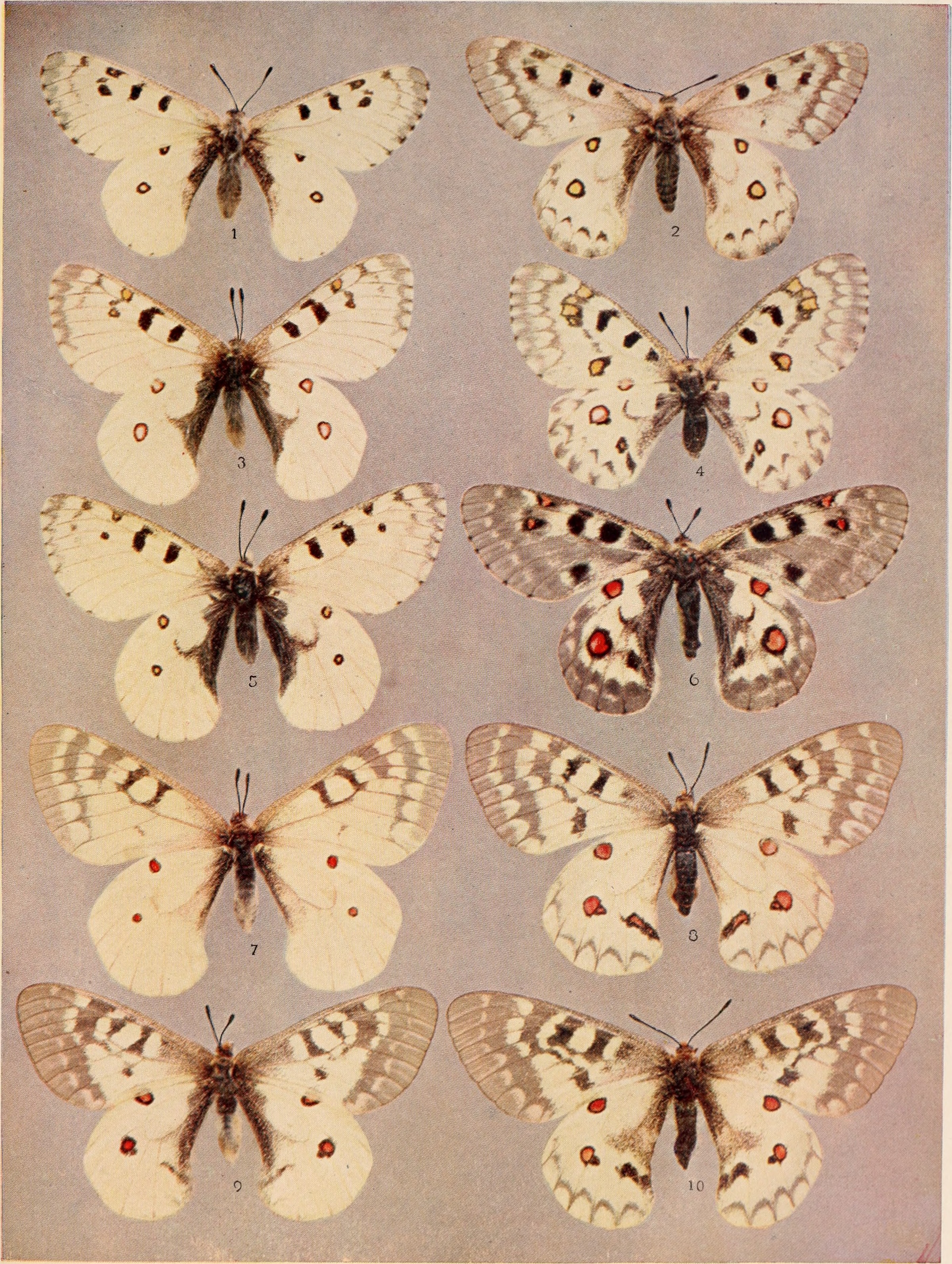
P. smintheus e en em The Butterfly Book de William Jacob Holland, 1898.

P. smintheus possui as seguintes subespécies:
- P. s. behrii W. H. Edwards, 1870 Serra Nevada
- P. s. magnus Wright, 1905 Washington
- P. s. maximus Bryk & Eisner, 1937 Montanhas Rochosas
- P. s. olympianna Burdick, 1941 Montanhas Olímpicas [en], Ilha Vancouver
- P. s. pseudorotgeri Eisner, 1966 Colorado (Montanhas San Juan [en])
- P. s. sayii Edwards, 1863
- P. s. smintheus Doubleday, 1847
- P. s. sternitzkyi McDunnough, 1936 Norte da Califórnia
- P. s. yukonensis Eisner, 1969 Sul de Yukon, Colúmbia Britânica

## Espécies semelhantes
P. smintheus é frequentemente confundido com Parnassius phoebus [en], uma espécie holoártica intimamente relacionada. Alguns pesquisadores tendem a dividir a população norte-americana da borboleta em duas ou três espécies. Geralmente, as populações mais ao norte são consideradas parte de P. phoebus, enquanto as demais são classificadas como P. smintheus. Essas espécies regionais podem ser melhor distinguidas pela localização onde são encontradas.
- P. phoebus [en]
- P. clodius [en]
- P. eversmanni [en]